# Nguyễn Minh Hoàng (binh sĩ)
Nguyễn Minh Hoàng(1993-ngày 2 năm 1993) là một Anh hùng lực lượng vũ trang, thành viên của phân đội An ninh T4 tham gia Sự kiện Tết Mậu Thân.

## Tiểu sử
Nguyễn Minh Hoàng sinh năm 1940, hay còn gọi là Nguyễn Minh Trí, quê phường Tương Bình Hiệp, thành phố Thủ Dầu Một, tỉnh Bình Dương. Là người con thứ bảy, trong gia đình có bảy người tham gia cách mạng (Nguyễn Minh Châu, Nguyễn Thị Nhuần, Nguyễn Minh Phúc,...) ông còn được gọi là Bảy Trí. Là con của bà Phạm Thị Báu.
Anh là sinh viên ĐH Khoa học Sài Gòn (nay là Trường ĐH Khoa học Tự Nhiên Tp Hồ Chí Minh) tham gia phonn trào học sinh sinh viên.
Sau khi ông Nguyễn Minh Phúc (anh trai của ông Hoàng) tốt nghiệp tú tài toàn phần, ông Phúc tham gia kháng chiến. Năm 1965, ông Phúc viết thư kêu gọi ông Hoàng lên chiến khu. Ở chiến khu, ông Phúc sắp xếp cho ông Hoàng tham gia Ban Tuyên huấn nhưng ông Hoàng từ chối và muốn trực tiếp tham gia chiến đấu.
Đầu năm 1968, được tổ chức vào căn cứ và kết nạp đảng.
Chuẩn bị cho Sự kiện Tết Mậu Thân, Trung ương cục miền Nam thành lập Đảng ủy khu trọng điểm gồm 2 bộ chỉ huy:
- Bộ chỉ huy tiền phương Bắc (Tiền phương 1) do các ông Trần Văn Trà, Mai Chí Thọ, Lê Đức Anh lãnh đạo, phụ trách mũi tiến công phía Bắc
- Bộ chỉ huy tiền phương Nam (Tiền phương 2) do các ông Võ Văn Kiệt, Trần Bạch Đằng lãnh đạo, phụ trách các mũi phía Tây, Nam và các lực lượng nội thành.

Phân đội An ninh vũ trang gồm 12 người trong đó có ông Nguyễn Minh Hoàng được giao nhiệm vụ bảo vệ Bộ Tư lệnh Tiền phương 2.
Ngày 31 tháng 1 năm 1968, tại khu vực Phú Thọ, Chợ Thiếc (Quận 11 ngày nay) phân đội An ninh T4 chốt chặn để cho Bộ tư lệnh tiền phương rút ra ngoài an toàn. Suốt 5 ngày đêm chiến đấu phân đội tiêu diệt trên 120 tên địch, bắn cháy 17 xe cơ giới trong đó có 5 xe bọc thép. Tuy nhiên do lực lượng quá chênh lệch, nên trên đường đưa các đồng chí lãnh đạo rút ra hướng Bình Chánh, Nguyễn Minh Hoàng cùng đồng đội lần lượt bị giết, bị bắt rồi thủ tiêu. Nguyễn Minh Hoàng là người đầu tiên anh dũng hy sinh sau một tràng tiểu liên AR15 của địch tại ngã ba đường Lê Đại Hành và đường Tân Phước ngày nay vào chiều ngày 01 tháng 02 năm 1968 (mùng 4 Tết ÂL).
Năm 2010, ông được phong tặng Anh hùng lực lượng vũ trang nhân dân.

## Mộ phần
Mộ phần của ông Nguyễn Minh Hoàng được đặt tại Nghĩa trang liệt sĩ TpHCM.

## Vinh danh
- Tên ông được đặt cho Xí nghiệp in[5].

Vị trí ông bị giết cách nhà in Nam Việt và nhà in Đông Á vài chục mét. Sau giải phóng, Công an Thành phố Hồ Chí Minh tiếp nhận hai nhà in này và đổi tên thành xưởng in Nguyễn Minh Hoàng. Năm 1998 xưởng in này đổi thành xí nghiệp in Nguyễn Minh Hoàng. Năm 1999 xí nghiệp in Nguyễn Minh Hoàng mở chi nhánh mới ở đường Lạc Long Quân, quận Tân Bình, Thành phố Hồ Chí Minh.
- Tên ông được đặt cho con đường[6] ở Phường 12, quận Tân Bình,Thành phố Hồ Chí Minh.
- Tên ông được đặt cho ngôi trường Trung học cơ sở ở Phường 7, Quận 11,Thành phố Hồ Chí Minh.
- Bài hát: Nhớ ơn liệt sĩ Nguyễn Minh Hoàng.